# Friedrich Merz
Joachim-Friedrich Martin Josef Merz (* 11. listopadu 1955 Brilon, Severní Porýní-Vestfálsko) je německý advokát, manažer a křesťanskodemokratický politik, od května 2025 kancléř Spolkové republiky Německo. Od ledna 2022 je předsedou Křesťanskodemokratická unie, v níž je řazen do konzervativního křídla. V letech 1989–1994 byl poslancem Evropského parlamentu a v období 1994–2009 poslancem Německého spolkového sněmu, kde byl v letech 2000–2002 předsedou poslaneckého klubu CDU/CSU.

## Biografie

### Původ a náboženské vyznání
Merz je syn Joachima Merze, ředitele zemského soudu v Brilonu, což je město nacházející se v krajině zvané Sauerland v Severním Porýní-Vestfálsku. Po matce je vnukem bývalého starosty Brilonu Josepha Paula Sauvignyho. Rodina Sauvigny je francouzského (hugenotského) původu. Merz se hlásí k římskokatolickému vyznání.

### Soukromý život
Manželka Charlotte Merz rozena Gass je soudkyně. Mají spolu tři děti a žijí ve městě Arnsberg v Sauerlandu.

## Vzdělání a právnická činnost
Vzděláním je Friedrich Merz právník. Právo studoval od roku 1976 na Rýnské univerzitě Friedricha Wilhelma v Bonnu a na univerzitě v Marburgu. První státní zkoušku složil v roce 1982. Poté absolvoval až do roku 1985 tzv. referendariát na Zemském soudu v Saarbrückenu, který zakončil druhou právnickou státní zkouškou. Poté působil jeden rok jako soudce na stejném soudu.
V roce 1986 se stal advokátem. Od 1. ledna 2002 do 31. prosince 2004 byl členem advokátní kanceláře Cornelius Bartenbach Haesemann a partneři v Kolíně nad Rýnem. Poté byl až do února 2014 partnerem mezinárodní advokátní kanceláře Mayer Brown LLP, pak v ní přešel na pozici tzv. staršího poradce (Senior Counsel). Pro tuto činnost má svou kancelář v Düsseldorfu.

## Působení v hospodářství
Po svém odchodu z politiky v roce 2009, kdy se vzdal mandátu poslance Spolkového sněmu, se Friedrich Merz uplatnil ve vysokých pozicích v hospodářství. Od března 2016 až do svého návratu do vysoké politiky v roce 2018 byl předsedou dozorčí rady německé pobočky největšího světového finančního fondu (správce soukromých majetků), americké společnosti BlackRock.

## Politické působení

### Do roku 2009
Merz je členem Křesťanskodemokratické unie (CDU). V letech 1989–1994 byl za tuto stranu poslancem Evropského parlamentu a v období 1994–2009 poslancem Německého spolkového sněmu, kde byl v letech 2000–2002 předsedou poslaneckého klubu CDU/CSU.
Je považován za ideologického i osobního protivníka Angely Merkelové, která mu po neúspěšných parlamentních volbách v roce 2002 jako předsedkyně CDU oznámila, že on již nemůže zůstat v čele společného poslaneckého klubu obou unijních stran CDU/CSU a sama jej v této funkci nahradila. V následujících letech Merkelová, která se v roce 2005 stala německou kancléřkou, stranu CDU postupně posunula směrem doleva od středopravicových, spíše konzervativních a zároveň v hospodářské politice liberálních pozic, které Merz zastává. Merz je například známý jako obhájce konceptu „vedoucí kultury“ (Leitkultur) v německém společenském životě, založeném na křesťanských ideálech a pozitivních jevech německých tradic, jako protikladu k tzv. multikulturalismu. Také hájil jadernou energetiku proti příliš překotnému spoléhání na tzv. obnovitelné energie.
V roce 2009 se Merz již znova neucházel o mandát poslance CDU ve Spolkovém sněmu, ve kterém od roku 2002 neměl výraznou pozici. Odešel na delší dobu z vrcholné politiky do vysokých hospodářských funkcí, působil však nadále v různých organizacích s politickým zaměřením. Od 1. července 2009 byl předsedou organizace Atlantický most (Atlantik-Brücke), která má na starosti vztahy Německa se Spojenými státy a Kanadou.

### Návrat do vrcholné politiky od roku 2018
Podle informací časopisu Der Spiegel naléhal vlivný předseda Spolkového sněmu a bývalý ministr financí Wolfgang Schäuble již delší dobu na Friedricha Merze, aby se připravoval na nástupnictví po Angele Merkelové. Podle jeho rady si měl Merz nejpozději do odpoledne neděle 28. října 2018, tedy dne voleb do Hesenského zemského sněmu ujasnit, zda chce na sjezdu CDU 7. prosince 2018 nastoupit do boje o posty předsedy CDU a následně i německého kancléře. Nadto zařídil Merzovi schůzky v křesťansko-demokratických kruzích v Německu a zemích Evropské unie, aby mohl připravit svoji kandidaturu a vysondovat svoje šance. Schäuble například podpořil Merzovu schůzku s předsedou evropské lidové strany EPP Josephem Daulem uprostřed října 2018 v Bruselu. Daul pak bezprostředně nato o Merzových záměrech informoval kancléřku Merkelovou, takže ta se mohla na tuto možnost připravit. Zároveň to mohlo ovlivnit její rozhodnutí ze dne 29. října 2018, že se vzdá funkce předsedkyně CDU, avšak podrží si úřad kancléřky až do konce legislativního období v roce 2021.
Dne 30. října 2018, den poté, co Angela Merkelová zveřejnila své rozhodnutí vzdát se předsednictví CDU, vystoupil Merz na svolané spolkové tiskové konferenci v Berlíně (institucionalizovaná Bundespressekonferenz) a ohlásil svou kandidaturu na tuto funkci na 31. sjezdu strany v prosinci 2018. Dne 7. prosince nastoupil na sjezdu CDU jako jeden ze tří vážných kandidátů. Jeho soupeři byli generální sekretářka CDU Annegret Krampová-Karrenbauerová a spolkový ministr zdravotnictví, 38letý Jens Spahn. Merz a Krampová-Karrenbauerová postoupili z prvního do druhého kola volby. Na Merze v ní připadlo 48,2 % hlasů, Kramp-Karrenbauerová však těsně zvítězila s 51,8 % hlasů. Ve funkci předsedkyně strany tak nahradila tehdejší kancléřku Merkelovou, k jejíž politice měla blíže než Friedrich Merz. Ten poté odmítl kandidaturu na post místopředsedy CDU a člena jejího předsednictva.

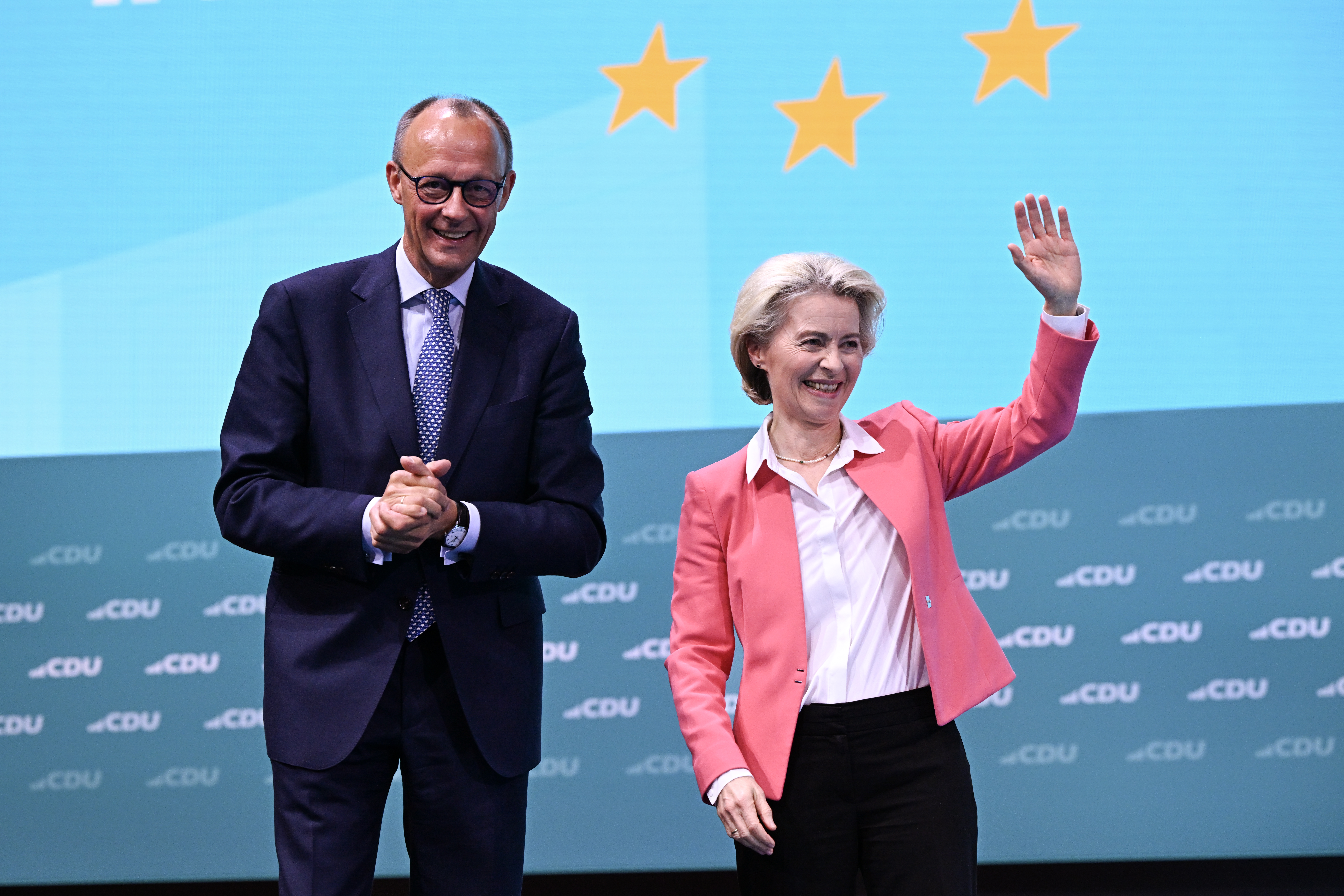
Merz podpořil Ursulu von der Leyenovou v kampani za znovuzvolení předsedkyní Evropské komise, květen 2024

Po odstoupení Kramp-Karrenbauerové z funkce předsedkyně strany se Merzovi ani podruhé, na tzv. virtuálním sjezdu CDU ve dnech 15.-16. ledna 2021, nepodařilo stát jejím předsedou. Tento post získal po složitém vyjednávání ve vedení strany tehdejší premiér Severního Porýní-Vestfálska Armin Laschet těsným poměrem hlasů proti Merzovi ve druhém kole internetového hlasování a poté díky výsledku dopisního potvrzení jeho zvolení. Laschet se pak v kuloárech prosadil proti bavorskému ministerskému předsedovi Markusovi Söderovi jako společný kandidát křesťanských stran CDU/CSU na kancléře pro parlamentní volby v září 2021.
Po svém druhém neúspěchu na digitálním sjezdu CDU začátkem roku 2021, na němž se stal předsedou strany Armin Laschet, začal Merz usilovat o výrazný návrat do politického dění tím, že 2. března ohlásil svůj zájem o získání tzv. přímého mandátu za CDU při volbách do Spolkového sněmu v září 2021 ve volebním obvodu blízko svého bydliště. Při této kandidatuře mu však stál v cestě tehdejší držitel mandátu za CDU, 49letý Patrick Sensburg, který se stal poslancem Spolkového sněmu za volební obvod Hochsauerland v roce 2009 právě náhradou za Merze. Merz měl podporu vlivných místních organizací CDU ve městech Sundern a Arnsberg, ale Sensburg se svého mandátu po nějakou dobu nechtěl ve prospěch Merze vzdát. Výsledkem tohoto politického klání bylo, že se Friedrich Merz prosadil a v parlamentních volbách poslanecký mandát získal.

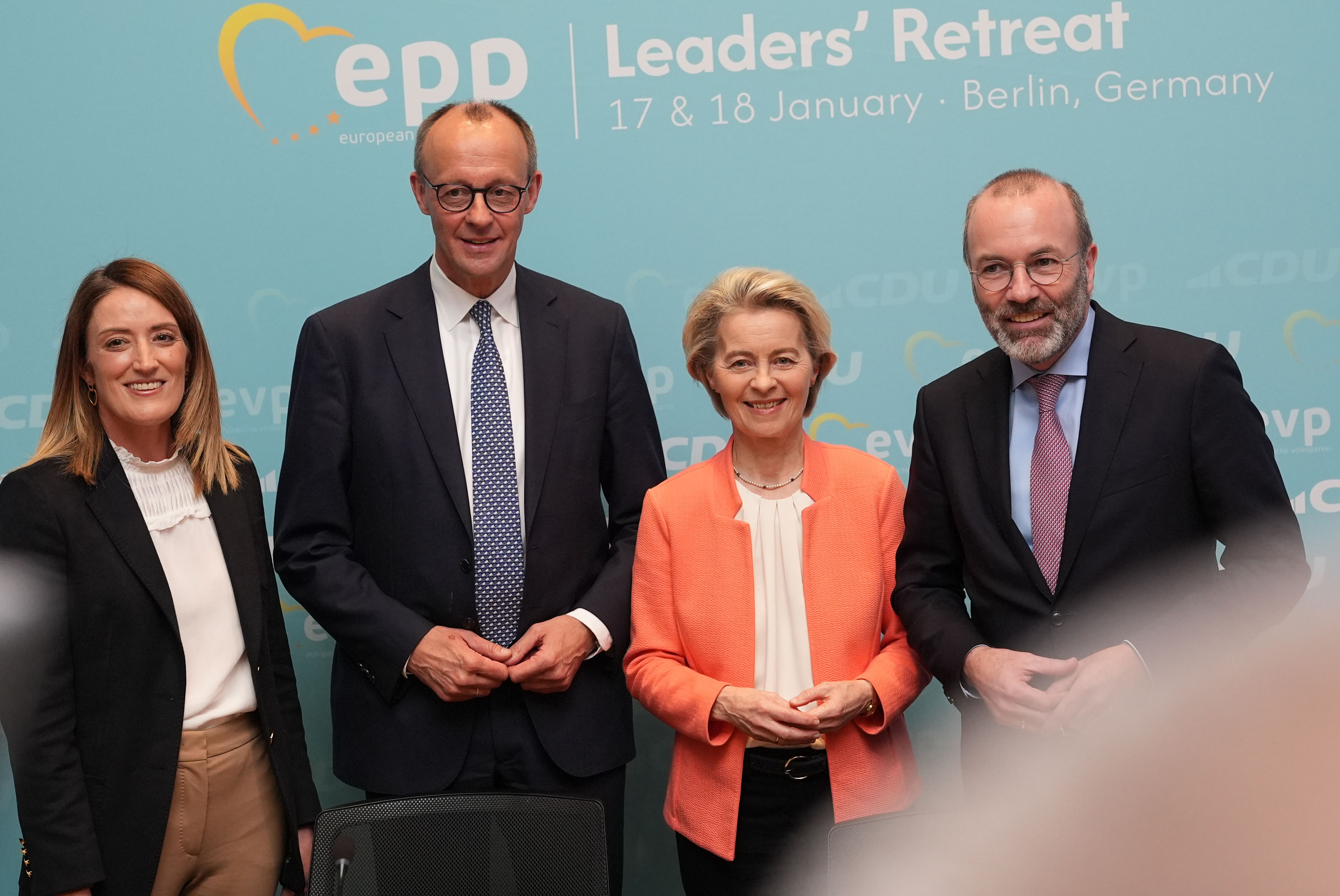
Roberta Metsolaová, Friedrich Merz, Ursula von der Leyenová a Manfred Weber na setkání Evropské lidové strany v Berlíně v lednu 2025

Po trpké porážce CDU/CSU v parlamentních volbách dne 26. září 2021 ohlásil předseda strany Armin Laschet, že se této funkce vzdává a zároveň odstoupil také jako premiér Severního Porýní-Vestfálska. Dne 17. prosince 2021 byl oznámen výsledek hlasování členské základny CDU, kterým je předurčeno, že se Friedrich Merz stane novým předsedou největší německé opoziční strany. Merz obdržel 62,1 % hlasů z téměř 250 000 hlasů odevzdaných buď online nebo písemně. Účast na hlasování dosáhla 66 % z počtu všech členů CDU. Formálně však byl Merz zvolen předsedou strany až začátkem roku 2022 dalším digitálním sjezdem CDU a následně byl potvrzen dopisním hlasováním, což vyžadují stanovy strany kvůli nemožnosti řádného sjezdu s ohledem na dále probíhající pandemii covidu-19.
V září 2022 v souvislosti s masovým výskytem cest ukrajinských uprchlíků „do Německa, zpět na Ukrajinu, do Německa, zpět na Ukrajinu“ (v této době už Ukrajinci začali dostávat podporu z programu Hartz IV místo dávek pro žadatele o azyl) šéf CDU řekl: „Wir erleben mittlerweile einen Sozialtourismus dieser Flüchtlinge nach Deutschland, zurück in die Ukraine, nach Deutschland, zurück in die Ukraine“, tj. že občané Ukrajiny v Německu jsou obyčejní „sociální turisté“. Obratem byl donucen se za výrok omluvit.
V listopadu 2023 vyjádřil podporu Izraeli ve válce v Gaze a prohlásil, že kvůli holokaustu má Německo povinnost bezpodmínečně podporovat Izrael. V říjnu 2024 kritizoval německou vládu za pozastavení dodávek německých zbraní do Izraele a tlačil na vládu Olafa Scholze, aby obnovila dodávky zbraní, včetně náhradních dílů pro tanky. Po pádu Asadova režimu v Sýrii vyzval Evropu, aby posílila své vazby s Tureckem.

### Kandidát na kancléře
Merz kritizoval zatykač, který na izraelského premiéra Benjamina Netanjahua vydal Mezinárodní trestní soud (ICC) v Haagu pro válečné zločiny a zločiny proti lidskosti spáchané izraelskou armádou v Pásmu Gazy, a v únoru 2025 oznámil záměr ignorovat zatykač ICC a pozvat Netanjahua do Německa, i když bylo Německo signatářem římského statutu Mezinárodního trestního soudu s povinností zadržet osoby stíhané zatykačem.
V březnu dojednal s SPD a Zelenými finanční balíček ve výši 500 miliard eur na obranu, infrastrukturu a podporu ekologických projektů, a zavázal se k dosažení klimatické neutrality do roku 2045. Merzův plán na vyzbrojení počítal se změnou německé ústavní dluhové brzdy, s následným zadlužováním Německa. Merz prohlásil, že „absolutní prioritou je co nejrychleji posílit Evropu, abychom krok po kroku dosáhli nezávislosti na USA.“

### Spolkový kancléř

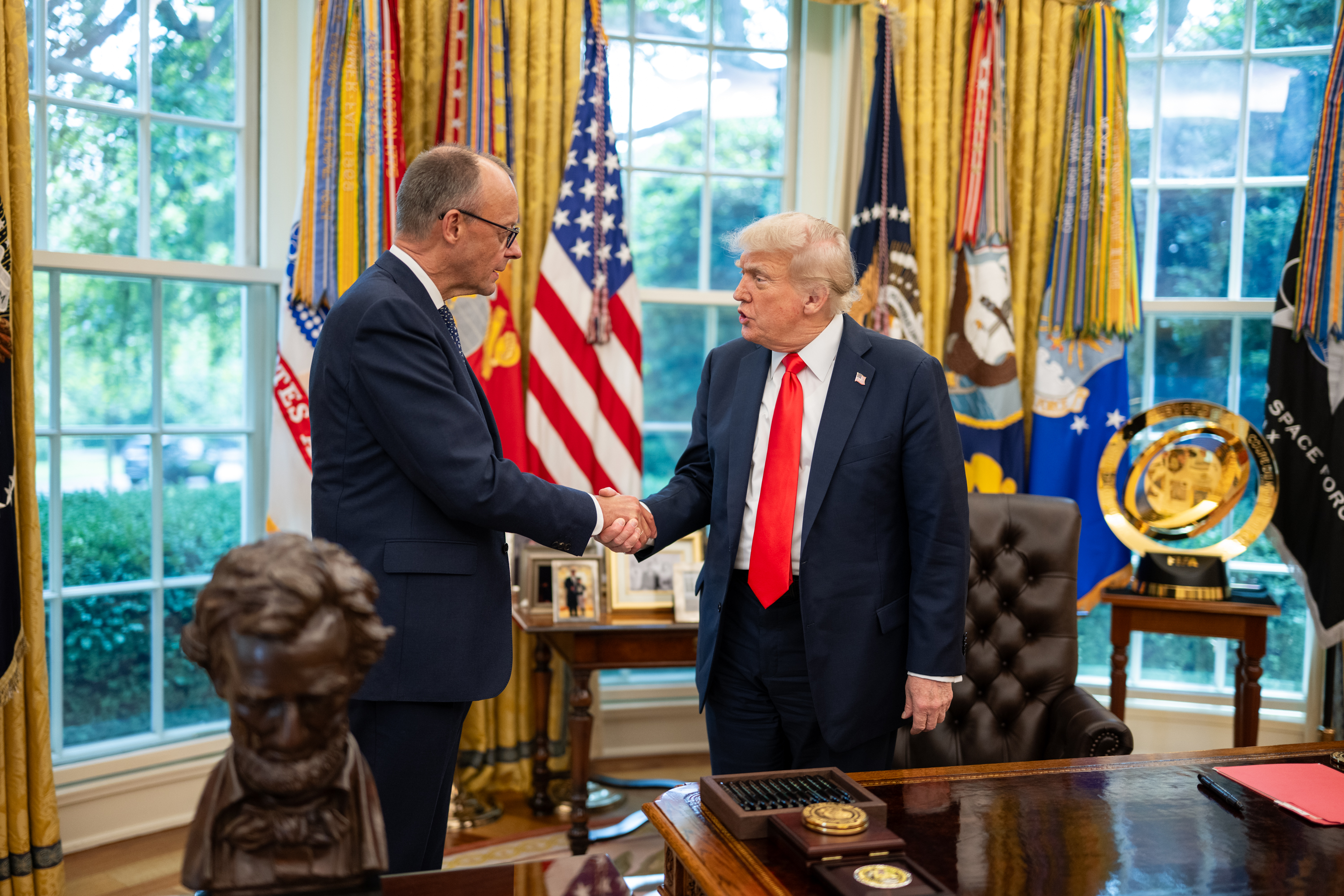
Merz a americký prezident Donald Trump v Bílém domě 5. června 2025

Německý spolkový sněm zvolil Friedricha Merze 6. května 2025 spolkovým kancléřem ve druhém kole, když získal 325 hlasů, o devět více než potřeboval. V úřadu tak nahradil socíálního demokrata Olafa Scholze. V prvním kole se pro něj vyslovilo 310 ze 707 přítomných poslanců a proti němu hlasovalo 328 zákonodárců. K dosažení kvóra mu scházelo šest hlasů. Merz stanul v čele spolkové vlády tvořené koaličními partnery, konzervativní unií CDU/CSU a sociální demokracií (SPD). Kabinet vzešel z únorových voleb do spolkového sněmu 2025. Smlouvu pod názvem Zodpovědnost pro Německo podepsali v květnu 2025 předseda CDU Merz, předseda bavorské CSU Markus Söder a spolupředsedové SPD Lars Klingbeil se Saskií Eskenovou.
V červnu 2025 podpořil izraelské letecké útoky na Írán a prohlásil: „Mohu říct, že mám největší respekt k izraelské armádě, izraelské vládě, za to, že k tomu měly odvahu. Jinak bychom teror tohoto režimu sledovali měsíce a roky. A navíc s jadernou zbraní v rukou.“